# Amphiprion polymnus
Il pesce pagliaccio sellato (Amphiprion polymnus (Linnaeus, 1758) è un pesce d'acqua salata appartenente alla famiglia Pomacentridae.

## Descrizione
La livrea è molto varia e i colori dipendono dalla zona in cui vive. Gli esemplari delle Filippine sono quasi completamente neri con due marcate fasce bianche, mentre in altre zone il pesce può avere una terza banda oppure avere sfumature marroni o arancioni nelle zone nere.

## Distribuzione e habitat
È originario delle barriere coralline dell'oceano Pacifico occidentale.

## Biologia
Vive simbiosi con gli anemoni Heteractis crispa e Stichodactyla haddoni. È stato frequentemente osservato mentre mangia le parti di cibo rimasto sui tentacoli del celenterato ma non utilizzato da esso.

## Riproduzione
Questo pesce è oviparo ed ermafrodita, e i pesci più grandi sono femmine. Le uova vengono deposte sul substrato e sorvegliate dai maschi.

## Acquariofilia
Può essere allevato in acquario.